# شرکت دولتی نفت گجرات
شرکت دولتی نفت گجرات (انگلیسی: Gujarat State Petroleum Corporation) شرکت نفت هندی است، که در سال ۱۹۷۹ تأسیس شد.